# Non abbiamo bisogno
"Non abbiamo bisogno...", en español "No tenemos necesidad...", del 29 de junio de 1931, es la 19.ª encíclica del papa Pío XI, escrita y publicada en el Acta Apostolicae Sedis en italiano, en la que reacciona ante las medidas tomadas por el Fascismo italiano sobre la Acción Católica. La encíclica condenaba "una ideología que explícitamente se resuelve en una verdadera estatolatría pagana" y que "inculca a sus fuerzas jóvenes el odio, las violencias, las irreverencias".

## Contexto histórico
La llamada cuestión romana quedó resuelta mediante los Pactos de Letrán, firmados el 11 de febrero de 1929 por el cardenal Pietro Gasparri, en nombre del papa Pío XI, y por el primer ministro de Italia, Benito Mussolini, en nombre del rey Víctor Manuel III. En el Art. 43 del concordato que formaba parte de esos pactos se reconocía a la Acción Católica Italiana como organismo apolítico autónomo, dependiente de la Iglesia, pero era inevitable que Mussolini, "ayudado también por las corrientes liberales que abogaban por la preeminencia del Estado en los campos escolar y educativo, intentara desbordar a las organizaciones católicas". Ya en la ratificación parlamentaria de los pactos Mussolini había afirmado la supremacía de los derechos del Estado sobre la Iglesia; la publicación por el papa, el 31 de diciembre de 1919, de la encíclica Divinus Illius magistri, al declarar y defender los derechos de la Iglesia en la educación cristiana de la juventud, aunque no se refería explícitamente a la situación en Italia, pudo entenderse como el rechazo de una actitud invasora por parte del régimen italiano en la educación católica.
El ataque declarado a la Acción Católica se intensificó «en la primavera de 1931 cuando, aludiendo a supuestas actividades políticas de Acción Católica, fue objeto de una campaña de desprestigio organizada por la prensa fascista, que culminó con la disolución de 15.000 asociaciones juveniles (30 de mayo de 1931)». En respuesta el papa publicó Non abbiamo bisogno; antes de su publicación en L'Osservatore Romano, el texto fue difundido en un buen número de países a través de las nunciaturas, de este modo la censura previa no fue posible y la opinión pública internacional se puso de parte del papa.

## Contenido
El papa inicia la encíclica poniendo énfasis en lo acaecido recientemente en Roma y en Italia

Non abbiamo bisogno di annunciare a voi, Venerabili Fratelli, gli avvenimenti che in questi ultimi tempi hanno avuto luogo in questa Nostra Sede Episcopale Romana e in tutta Italia, che è dire nella Nostra propria dizione Primaziale, avvenimenti che hanno avuto così larga e profonda ripercussione in tutto il mondo, e più sentitamente in tutte e singole le diocesi dell’Italia e del mondo cattolico. Si riassumono in poche e tristi parole: si è tentato di colpire a morte quanto vi era e sarà sempre di più caro al Nostro cuore di Padre e Pastore di anime … e possiamo bene, dobbiamo anzi soggiungere: « e il modo ancor m’offende ».
No es necesario, Venerables Hermanos, anunciaros los acontecimientos, que en los últimos tiempos se han desarrollado en esta ciudad de Roma, Nuestra Sede episcopal, y en toda Italia, que es decir, en Nuestra propia circunscripción Primacial, acontecimientos que han tenido tan amplia y profunda repercusión en el mundo entero, y con mayores efectos, en todas y cada una de las diócesis de Italia y del mundo católico. Se resume en pocas y tristes palabras: se ha intentado herir de muerte todo cuanto allí era y será siempre lo más querido por Nuestro corazón de Padre y Pastor de almas... -y bien podemos , y aun debemos, añadir: "y más ofende aún el modo en que se ha hecho".
Incipit de Non Abbiamo bisogno

Sin indicar explícitamente cuáles son esos sucesos, ya en los siguientes párrafos queda claro que lo que ha quedado herido por estos sucesos es la Acción Católica.

### I. Agradecimiento ante la respuesta de la Acción Católica
En efecto el primer apartado de la encíclica queda dedicado a agradecer a todos los que individual o colectivamente han manifestado su condolencia, devoción y conformidad con las normas directivas que, en relación con la Acción Católica, ha dictado el papa. Una respuesta que también se ha dado en las organizaciones de la Acción católica de todos los países. Dirigiéndose a los obispos italianos les dice

Particularmente os agradecemos el unánime y verdaderamente grandioso testimonio que habéis dado a la Acción Católica italiana y precisamente a las Asociaciones Juveniles, por haber permanecido fieles a Nuestras normas y a las vuestras que excluyen toda actividad política de partido. Al mismo tiempo damos las gracias también a todos vuestros sacerdotes y fieles, a vuestros religiosos y religiosas, que se han unido a vosotros con tan gran impulso de fe y de piedad filial.
Non Abbiamo bisogno (AAS vol. XXIII p. 288.)

### II. La Acción Católica no es política
El papa muestra firmemente su protesta ante la campaña de falsas acusaciones que han precedido a la disolución por el Estado de las asociaciones juveniles y univesitarias de la acción católica. Se ha afirmado, contra la verdad, del carácter político de estas asociaciones,

El mensaje denuncia que una parte considerable de los actos y de la organización [en la Acción Católica)/] eran de naturaleza política, y no tenían nada que ver con la "educación religiosa y la propagación de la fe". Aparte la manera inhábil y confusa con que parece aludirse a los objetivos de la Acción Católica, todos cuantos conocen y viven la vida contemporánea, saben que no existe iniciativa ni actividad -desde las más espirituales y científicas hasta las más materiales y mecánicas- que no necesite organización y actos correspondientes, y que ni éstos ni aquélla se identifican con la finalidad de las diversas iniciativas y actividades, al no ser sino medios con que mejor alcanzar los fines que cada una se propone.
Non Abbiamo bisogno (AAS vol. XXIII p. 296.)

En este sentido se ha argumentado que la Acción Católica utilizaba banderas, insignias, carnés y todos los signos exteriores propios de un partido, pero estos elementos son formalidades exteriores, comunes en las más variadas asociaciones de todo el mundo. O bien se afirma que miembros del antiguo Partido Popular ocupan los puestos directivos en las juntas locales de la Acción Católica pero, en realidad, solo 4 de ellos participan en una de las 250 Juntas Diocesanas. En definitiva, solo excusas para tratar de justificar las medidas policiacas que violentamente han irrumpido en las sedes de la Acción Católica, secuestrando documentación, procediendo al cierre de los locales.

### III. Conclusiones
Todos estos hechos, y los argumentos aducidos, muestran que

Henos, pues, aquí en presencia de todo un conjunto de auténticas afirmaciones y de hechos no menos auténticos, que ponen fuera de toda duda el proyecto -ya en tan gran parte realizado- de monopolizar por completo la juventud, desde la más primera niñez hasta la edad adulta, en favor absoluto y exclusivo de un partido, de un régimen, sobre la base de una ideología que declaradamente se resuelve en una verdadera y propia estatolatría pagana, en contradicción no menos con los derechos naturales de la familia que con los derechos sobrenaturales de la Iglesia.
Non Abbiamo bisogno (AAS vol. XXIII p. 302.)

La Iglesia nunca ha discutido los deberes y derechos que incumbe al Estado en la educación de los ciudadanos, así lo ha afirmado el papa en su encíclica sobre la educación cristiana de la juventud, pero la competencia del  Estado en esta materia tienen unos claros límites. No puede aceptarse, como se pretende, que la labor desarrollada por la Acción Católica, pues sustituirse por la instrucción religiosa en la escuela y por la presencia de capellanes en las asociaciones juveniles del partido y del régimen.
El papa hace notar que las doctrinas y máximas que se manifiestan en los últimos acontecimientos, ya estaban presentes en los últimos años, y no han faltado por parte del papa las acciones dirigidas a contraponer a ellas las verdaderas doctrinas católicas; pero hasta hora, es había evitado una condena formal, considerando que se trataba de actitudes exageradas y esporádicas imputables a personas concretas y no muestra de una sistematización programática. Sin embargo los hechos actuales muestran la gravedad de la situación, y estudiado todas las circunstancias, con calma y serenidad:

Hemos querido señalar y condenar todo lo que en el programa y acción de ellos hemos visto y comprobado que era contrario a la doctrina y a la práctica católica y, por lo tanto, inconciliable con el nombre y con la profesión de católicos. Y con esto Nos hemos cumplido un deber preciso del Ministerio Apostólico para con todos aquellos hijos Nuestros que pertenecen al partido, a fin de que puedan salvar su propia conciencia de católicos.
Nos creemos, además, que hemos hecho una obra útil a la vez al partido mismo y al régimen. ¿Qué interés puede tener, en efecto, el partido, en un país católico como Italia, en mantener en su programa ideas, máximas y prácticas inconciliables con la conciencia católica?
Non Abbiamo bisogno (AAS vol. XXIII p. 308.)

### IV. Preocupación por el futuro
El papa manifiesta su preocupación por el futuro próximo, desde el poder ha afirmado el "respeto inalterado para la religión; para su Jefe Supremo", pero la experiencia muestra que ese respeto no se ha dado en los últimos acontecimientos, y no faltan en las declaraciones gubernamentales la alusión a supuestos "refugios y protección" otorgados -se entiende que por la Iglesia- a los adversarios del partido; y se alerta a los dirigentes de los nueve mil fascios de Italia, que estén atentos a este "peligro". Algunos obispos ya han informado a la Santa Sede de odiosas vigilancias, delaciones, amenaza y vejámenes. En esta situación hay que recordar que "si Dios está con nosotros, ¿quién contra nosotros?"; es necesario redoblar la oración al Señor con la confiada esperanza de que

Él iluminará las mentes hacia la verdad y convertir las voluntades hacia el bien, de suerte que a la Iglesia de Dios, que nada disputa al Estado en aquello que le corresponde al Estado, se dejará de discutirle lo que a ella le corresponde, la educación y formación cristiana de la juventud -no por concesión humana, sino por divino mandato-, y que ella, por consiguiente, debe siempre reclamar y reclamará siempre con insistencia e intransigencia que no puede cesar ni doblegarse, porque no proviene de concesión o criterio humano ni de humanas ideologías mudables según la diversidad de los tiempos y de lugares, sino de una divina e inviolable disposición.
Non Abbiamo bisogno (AAS vol. XXIII pp. 311-312.)

Desaparecería así la división de los espíritus y voluntades, sustituida por una unión de pensamientos que redundaría en una cooperación de todos para el bien común, situación que sería contemplada con simpatía por todos los católicos del mundo, en sustitución de su actual censura y descontento. El papa termina su encíclica con su bendición apostólica, prenda de todas las bendiciones, dirigidas a los obispos, clero y pueblo.

## Consecuencias de la encíclica
Tras una primera reacción virulenta por parte del régimen, las posiciones desde el gobierno italiano se suavizaron; Pío XI designó al jesuita Pietro Racchi —uno de los negociadores de los Pactos de Letrán— para convencer a Mussolini de la necesidad de llegar a un acuerdo. Finalmente, el 3 de septiembre se conoció un acuerdo por el que el Gobierno retiraba las medidas adoptadas y la Santa Sede reafirmaba la estrecha dependencia de la Acción Católica de la jerarquía eclesiástica, en el centro y en la periferia. Así mismo, Acción Católica y la Federación Universitaria Católica Italiana se comprometían a realizar únicamente labores de asistencia religiosa, dejando otro tipo de actividades —incluidas las recreativas y deportivas— en manos del Estado. A cambio, la Iglesia reforzaría su actividad pastoral dentro de las organizaciones juveniles fascistas, además de la escuela y el ejército.
En este nuevo orden, las grandes organizaciones nacionales continuaron y desarrollaron sus actividades; en 1932 se inició el movimiento de graduados católicos y el de maestros; en 1933 y 1934 las "semanas sociales", de Roma y Padua trató temas sobre la caridad y la moralidad profesional; en 1936 se construyó el Centro Católico de Cine; de 1936 a 1942 los graduados realizaron 'semanas de la cultura' en Camaldoli y congresos nacionales. Las dificultades externas, no eliminadas por el acuerdo de 1931, aumentaron considerablemente en 1938 con motivo de la campaña racista, y luego se produjeron episodios de violencia contra la Acción Católica", hasta la caída de fascismo en 1943.[cita requerida]